# Closterocerus auriceps
Closterocerus auriceps är en stekelart som beskrevs av William Harris Ashmead 1894. Closterocerus auriceps ingår i släktet Closterocerus och familjen finglanssteklar. Inga underarter finns listade i Catalogue of Life.